# Kinder Niespodzianka

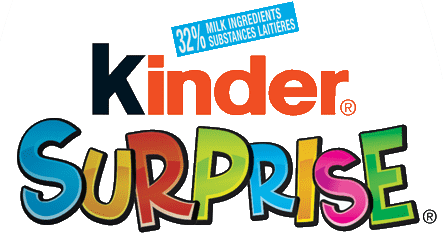
Logo Kinder Niespodzianka

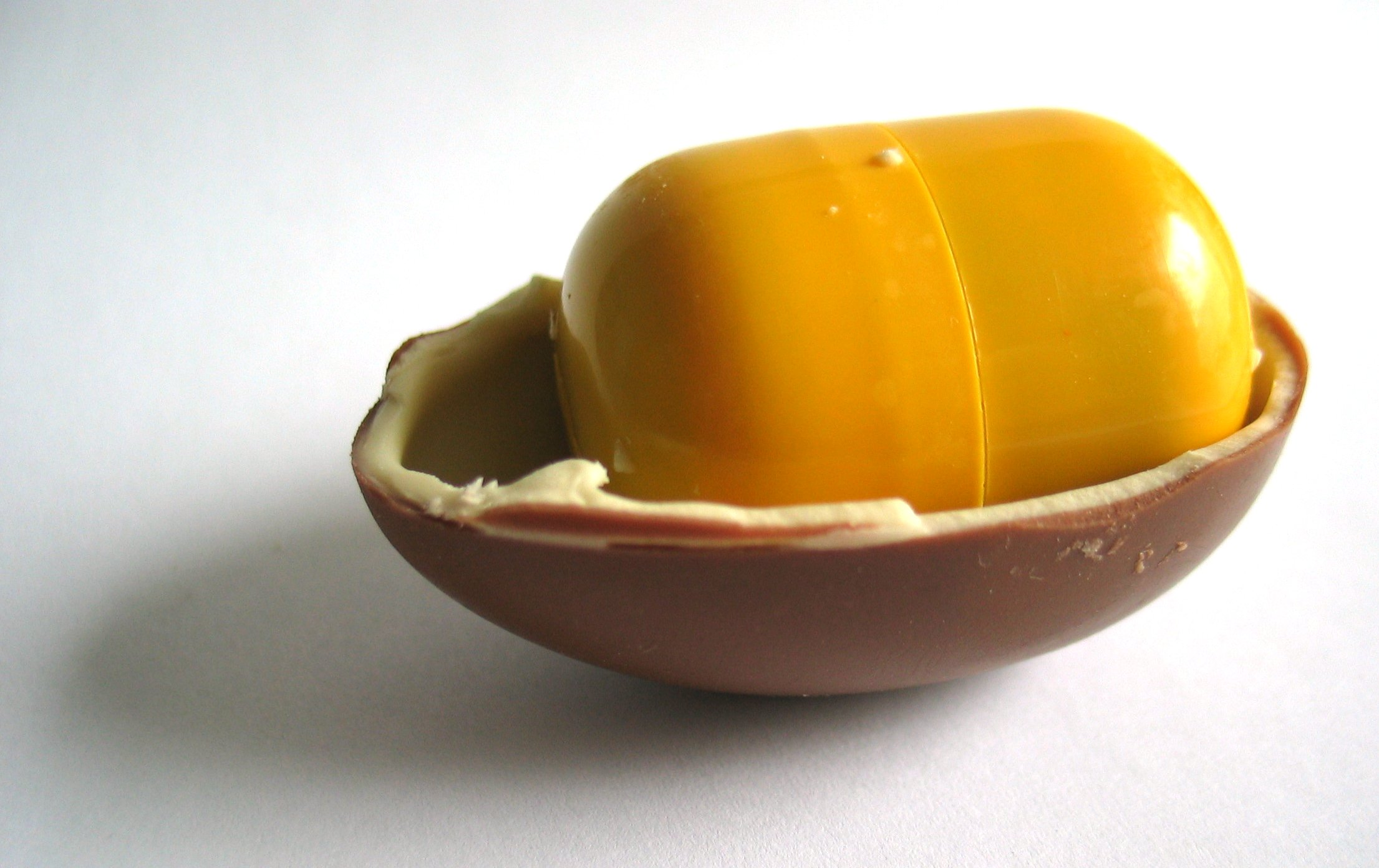
Otwarta Kinder Niespodzianka z opakowaniem zawierającym zabawkę

Kinder Niespodzianka, jajko niespodzianka (z niem. Kinder – dzieci) – wyrób cukierniczy z czekolady w kształcie jajka z małą zabawką-niespodzianką w środku, często w częściach do złożenia.
Kinder Niespodzianka została wprowadzona na rynek w 1974 we Włoszech przez firmę Ferrero. W Polsce zadebiutowała w 1992 roku. Zabawki są projektowane przez wewnętrznych i zewnętrznych projektantów, np. francuskiego artystę André Roche, oraz wytwarzane przez różnych wykonawców.
Sprzedawana praktycznie na całym świecie, z wyjątkiem Stanów Zjednoczonych, gdzie zostały zakazane ze względu na wątpliwości co do bezpieczeństwa zabawek oraz regulacje dotyczące zakazów umieszczania przedmiotów niekonsumpcyjnych w produktach spożywczych.